# کوی صوفیان
کوی صوفیان یک محله تاریخی در شهر بروجرد است. صوفیان که در گویش بروجردی صوفیون و صوفیو خوانده می‌شود یکی از چهار محله تاریخی در بافت تاریخی بروجرد است. در گذشته شهر بروجرد به چهار محله یا کوی بزرگ تقسیم می‌شده‌است که عبارت بودند از: کوی صوفیان، کوی رازان، کوی دودانگه و کوی یخچال. 

## نامگذاری
نام کوی صوفیان برگرفته از صوفیان است که پیروان تصوف هستند. همچنین در این کوی آثاری از دوره صفویان وجود دارد که ممکن است در نامگذاری این کوی بی اثر نبوده باشد.

## ویژگی ها
کوی صوفیان در مقایسه با سایر محلات تاریخی بروجرد محله ای اعیان‌نشین محسوب می‌شده‌است و در باغهای شمالی شهر بروجرد احداث شده‌است. صوفیان دارای بازار، مسجد، قبرستان، مدرسه دینی و تعداد قابل توجهی خانه‌های اعیانی است. 

## زیربخش های کوی صوفیان
- مجموعه تاریخی طباطبائی‌ها محدوده‌ای تاریخی در کوی صوفیان در شهر بروجرد است که عمدتاً مشتمل بر خانه‌های تاریخی، آرامگاه خصوصی، بازارچه، حمام، مسجد و گذر عمومی است.[۱]
- مجموعه صامتیه یک باغ، گورستان و محوطه تاریخی - فرهنگی در بروجرداست. این محوطه در دوره پهلوی تبدیل به یک پارک عمومی شد و با نام‌های باغ ملی و پارک صفا نیز شناخته می‌شود. صامتیه مدفن برخی روحانیون و شاعران برجسته بروجردی است.

## آثار شاخص
- خانه افتخارالاسلام طباطبایی
- خانه حاج آقا کمال الدین نبوی طباطبایی (معروف به خانه فرهنگ)
- باغ صامتیه
- خانه مصری
- خانه مواهبی
- مدرسه نوربخش
- بازار صوفیان